# Намчхон (станция метро)
«Намчхон» (кор. 남천) — подземная станция Пусанского метро на Второй линии. Она представлена двумя боковыми платформами. Станция обслуживается Пусанской транспортной корпорацией. Расположена в квартале Намчхон-дон административного района Суён-гу города-метрополии Пусан (Республика Корея). На станции установлены платформенные раздвижные двери.
Название станции из названия квартала «Намчхон-дон», где находится эта станция. Название «Намчхон-дон» значит как «квартал Намчхона», потому что там течёт речка Намчхончхон. Истоки Намчхончхона находятся на горе Кымнёнсан, устье — залив Суёнман.
Рядом с станцией расположены:
- Администрация района Суён-гу
- Библиотека района Суён-гу
- Католический собор Намчхон
- Пляж Кваналли
- Мост Кванан
- Пусанский Филиал телерадиокомпании «KBS»